# Liebestod (Film)
Liebestod ist ein deutscher Fernsehfilm von Stephan Wagner aus dem Jahr 2000 mit Henry Hübchen und Ina Weisse.

## Handlung
Bei Kriminalhauptkommissar Robert Nebe und seiner wesentlich jüngeren Frau Julia hat sich nach wenigen gemeinsamen Jahren in einer Kleinstadt im Rheinland der Alltagstrott eingeschlichen. Julia, eine ehemalige Polizistin, sehnt sich nach Abwechslung und findet sie in den Armen des Weiberhelden und Künstlers Christian Bannert. Unterdessen wird aus einem See eine Frauenleiche geborgen. Die Beamten vermuten Selbstmord. Hartmut Baum, der Mann der Toten, ist am Boden zerstört und erzählt den Beamten, dass seine Frau Sabine ein Verhältnis mit Christian Bannert gehabt habe. Robert Nebe und sein Kollege Volker suchen Christian in dessen Haus auf. Bevor sie hineingehen, versteckt Christian eines seiner gemalten Bilder, das Julia in halbnackter Pose zeigt. Nach einer kurzen Befragung warnen Robert und Volker den Künstler vor Hartmut Baum, der gedroht hat, ihn umzubringen.
Julia erfährt derweil, dass sie schwanger ist, und trifft sich anschließend mit ihrer besten Freundin Marion. Dieser gegenüber gesteht sie, eine Affäre zu haben und nicht zu wissen, wer der Vater des Kindes ist. Robert, der schon seit längerem vermutet, dass ihn Julia betrügt, fährt ihr am darauffolgenden Tag hinterher. In einer Galerie sieht er Julia zusammen mit Christian. Von Eifersucht getrieben, fährt er am Abend zu Christians abgelegenem Haus und sieht ihn durch ein Fenster eng umschlungen mit einer Frau. Nun vollends von Julias Untreue überzeugt, greift Robert zu seiner Dienstwaffe und erschießt das Paar beim Liebesspiel. Julia, die in der Galerie mit Christian Schluss gemacht hat und später mit Marion ins Kino gegangen ist, kommt nach Hause und findet Robert in geschocktem Zustand vor. Er bricht in Tränen aus, war es doch nicht Julia, die er bei Christian gesehen und getötet hat. Noch in derselben Nacht kehrt Robert zum Schauplatz seines Verbrechens zurück. Um seine Spuren zu verwischen, steckt er das Haus in Brand. Als mutmaßlicher Mörder wird in der Folge Hartmut Baum festgenommen, da er ein Mordmotiv und zudem kein Alibi hat.
Als Julia beim Einkaufen von Christians Tod erfährt, bricht sie ohnmächtig zusammen. Im Krankenhaus teilt ein Arzt Robert mit, dass Julia schwanger sei. Robert, dem es egal ist, wer der Vater des Kindes ist, hofft auf ein glückliches Familienleben. Julia lässt sich darauf ein, und beide wirken daraufhin so glücklich wie schon lange nicht mehr. Als Hartmut Baum in seiner Gefängniszelle Selbstmord begeht und man ein Schreiben findet, dem zufolge er unschuldig sei und man ihn zu einem Geständnis gezwungen habe, wird der Fall neu aufgerollt – zumal die Tatwaffe nie gefunden wurde. Im Keller ihres Hauses findet Julia das Bild, das Christian von ihr gemalt hat. Als sie Robert zur Rede stellt, wird ihr klar, dass er es war, der Christian und die andere Frau getötet hat. Julia ist schockiert, fühlt sich jedoch auch schuldig. Sie entschließt sich daher, ihre Entdeckung für sich zu behalten und mit Robert weiter zusammenzuleben.
Als jedoch Marion, eine Polizistin und Kollegin von Robert, Verdacht schöpft, hält Julia dem Druck nicht mehr stand. Sie verlässt Robert und findet bei ihrer Mutter vorläufig Unterschlupf. Um den Verdacht, den mittlerweile auch Volker hegt, von sich abzulenken, erschießt Robert ein Liebespaar in einem Auto und zündet das Fahrzeug an. Seine Kollegen gehen anschließend von einem Serienmörder aus. Nur Marion bleibt Robert gegenüber misstrauisch. Als Robert eines Abends glaubt, Marion werde ihn als Mörder entlarven, fährt er ihr mit seinem Auto hinterher. Marion versucht, ihm zu entkommen, verliert dabei die Kontrolle über ihren Wagen und verunglückt. Erschüttert über den Tod ihrer besten Freundin, kehrt Julia zu Robert zurück. Als sie im Fernsehen jedoch die Pressekonferenz zu den Mordfällen sieht und dabei von derselben Tatwaffe die Rede ist, nimmt sie Roberts Waffe und geht zum Polizeipräsidium. Sie bringt es letztlich jedoch nicht über sich, Volker die Wahrheit zu sagen. Als sie zum gemeinsamen Haus am See zurückkehrt, kreist Roberts Boot auf dem Wasser. Robert hatte sich in der Zwischenzeit aus dem Boot fallenlassen und ist ertrunken. Bei der anschließenden Beerdigung verweilt Julia länger als die anderen Trauergäste am Grab ihres Mannes. Sie wirft seine Waffe hinein und verlässt nachdenklich den Friedhof.

## Hintergrund
Regisseur Stephan Wagner, der zuvor eine Reihe von Kurzfilmen gedreht hatte, inszenierte mit Liebestod seinen ersten Langfilm für das Fernsehen. Von Eyeworks produziert, wurde Liebestod am 30. August 2000 vom Ersten erstmals im Fernsehen gezeigt.

## Kritiken
Liebestod beginne wie „ein klassischer Krimi“ und ende „als vielschichtiges Ehe-Drama mit starken Figuren auch in den Nebenrollen“, befand der Tagesspiegel. Für das Lexikon des internationalen Films war Liebestod ein „verworrener (Fernseh-)Krimi, der dem Zuschauer den Überblick über die Geschehnisse gewährt, während alle Beteiligten im Dunkeln tappen“. Prisma attestierte dem Psycho-Thriller „eine 08/15-Story“ und fand dennoch, dass der Film „[d]ank der guten Darsteller und einiger Spitzen gegen eine zerbröckelnde bürgerliche Fassade bestens unterhält“. Das Urteil von TV Spielfilm lautete: „Selten ging ein deutscher Film mehr unter die Haut als dieser düstere Krimi.“